# Conceição do Castelo, Espírito Santo
Conceição do Castelo este un oraș în unitatea federativă Espírito Santo (ES) din Brazilia.